# Pulau Nikoi
Pulau Nikoi (engelska: Nikoi Island) är en ö i Indonesien.   Den ligger i provinsen Kepulauan Riau, i den västra delen av landet, 800 km norr om huvudstaden Jakarta. Arean är 0,15 kvadratkilometer.
Terrängen på Pulau Nikoi är platt. Öns högsta punkt är 32 meter över havet. 